# Handley Page Victor
De Handley Page Victor is een van de drie strategische bommenwerpers die na de Tweede Wereldoorlog bij de Royal Air Force (RAF) operationeel werden. Na eventuele aanval van de Sovjet-Unie zouden deze toestellen eventuele vergeldingsaanvallen met Yellow Sun Mk1-atoombommen moeten uitvoeren. De 'Victor' vormde samen met de Vickers Valiant en de Avro Vulcan jarenlang de Britse V-Force.

## Geschiedenis en versies
De eerste vlucht vond plaats op RAF Boscombe Down in december 1952 (als H.P.80). De eerste operationele vluchten bij de RAF-onderdelen waren in november 1957.
Van de HP Victor zijn diverse varianten gebouwd:
- 2 H.P.80 prototype toestellen.
- 50 Victor B1 strategische bommenwerpers; hiervan werden er 24 als Victor B1A uitgerust met Red Steer radar en verbeterde ECM capaciteit. (de foto rechtsboven in de infobox is een B1A op RAF Marham; kenmerk was de witte antiflash uitvoering ter weerkaatsing van hitte en straling die zouden vrijkomen tijdens een atoomexplosie)
- 34 Victor B2 strategische bommenwerpers; hiervan werden er 21 als Victor B2RS uitgerust voor Blue Steel inzet. Zij waren ook uitgerust met sterkere Conway 201 motoren.
- 6 toestellen werden omgebouwd naar Victor K2P, 2 punts in-flight refueling tankers met bomafwerpcapaciteit.
- 15 toestellen werden omgebouwd naar Victor BK1, 3 punts in-flight refueling tankers.
- 9 toestellen werden omgebouwd naar Victor BSR2 strategische verkenners.

## Operationele indeling
De Handley Page Victors waren ingedeeld bij:
- 10 Squadron - RAF Upper Heyford
- 15 Squadron - RAF Cottesmore
- 55 Squadron- RAF Fairford
- 57 Squadron- RAF Marham
- 100 Squadron - RAF Leeming
- 134 Squadron – RAF Wittering
- 139 Squadron – RAF Wittering
- 214 Squadron - RAF Marham
- 543 Squadron - RAF Wyton
- 232 Operational Conversion Unit - RAF Marham

Alle overgebleven operationele Handley Page Victors werden wegens ernstige veroudering in 1991 door de RAF buiten dienst gesteld. Er zijn nog enkele als museumstuk bewaard; alle overige toestellen zijn gesloopt. Een exemplaar is te zien in het Yorkshire Air Museum en haar motoren zijn nog operationeel.

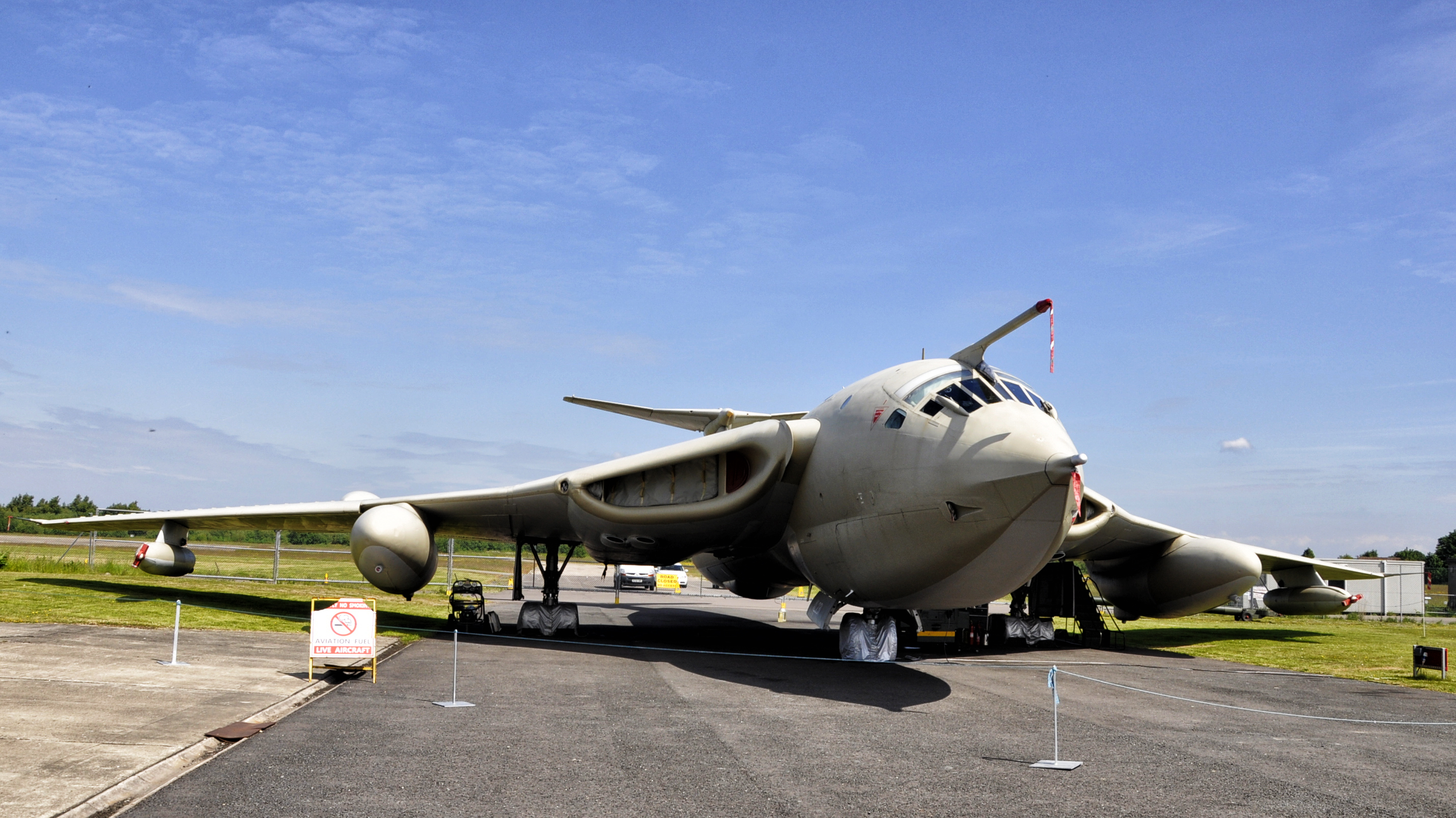
De Handley Page Victor in het Yorkshire Air Museum te Elvington